# Bethesda Game Studios
Bethesda Game Studios, grundat 2001, är en amerikansk datorspelsutvecklare och intern studio hos moderbolaget Bethesda Softworks. Studion, som tidigare var en del av nutida förlaget Bethesda Softworks, introducerades som ett dotterbolag med nytt namn vid släppet av The Elder Scrolls III: Morrowind år 2002. Spelstudion leds av producent och speldesignern Todd Howard. En ny studio, Bethesda Game Studios Montreal, har även öppnats i Montreal, Kanada.

## Utvecklade spel
Bethesda Game Studios utvecklar spel inom genren rollspel (RPG) med spelserierna The Elder Scrolls och Fallout.
| År   | Titel                                                 | Plattform                                                                 |
| ---- | ----------------------------------------------------- | ------------------------------------------------------------------------- |
| 2002 | The Elder Scrolls III: Morrowind                      | Microsoft Windows, Xbox                                                   |
| 2002 | The Elder Scrolls III: Tribunal (expansion)           | Microsoft Windows                                                         |
| 2003 | The Elder Scrolls III: Bloodmoon (expansion)          | Microsoft Windows                                                         |
| 2004 | IHRA Professional Drag Racing 2005                    | Playstation 2, Xbox                                                       |
| 2006 | The Elder Scrolls IV: Oblivion                        | Microsoft Windows, Playstation 3, Xbox 360                                |
| 2006 | The Elder Scrolls IV: Knights of the Nine (expansion) | Microsoft Windows, Playstation 3, Xbox 360                                |
| 2007 | The Elder Scrolls IV: Shivering Isles (expansion)     | Microsoft Windows, Playstation 3, Xbox 360                                |
| 2008 | Fallout 3                                             | Microsoft Windows, Playstation 3, Xbox 360                                |
| 2009 | Fallout 3: Operation: Anchorage (DLC)                 | Microsoft Windows, Playstation 3, Xbox 360                                |
| 2009 | Fallout 3: The Pitt (DLC)                             | Microsoft Windows, Playstation 3, Xbox 360                                |
| 2009 | Fallout 3: Broken Steel (DLC)                         | Microsoft Windows, Playstation 3, Xbox 360                                |
| 2009 | Fallout 3: Point Lookout (DLC)                        | Microsoft Windows, Playstation 3, Xbox 360                                |
| 2009 | Fallout 3: Mothership Zeta (DLC)                      | Microsoft Windows, Playstation 3, Xbox 360                                |
| 2011 | The Elder Scrolls V: Skyrim                           | Microsoft Windows, Playstation 3, Xbox 360                                |
| 2012 | The Elder Scrolls V: Skyrim – Dawnguard (DLC)         | Microsoft Windows, Playstation 3, Xbox 360                                |
| 2012 | The Elder Scrolls V: Skyrim – Hearthfire (DLC)        | Microsoft Windows, Playstation 3, Xbox 360                                |
| 2012 | The Elder Scrolls V: Skyrim – Dragonborn (DLC)        | Microsoft Windows, Playstation 3, Xbox 360                                |
| 2015 | Fallout Shelter                                       | iOS, Android, Microsoft Windows, Xbox One, Nintendo Switch, Playstation 4 |
| 2015 | Fallout 4                                             | Microsoft Windows, Playstation 4, Xbox One                                |
| 2016 | Fallout 4: Automatron (DLC)                           | Microsoft Windows, Playstation 4, Xbox One                                |
| 2016 | Fallout 4: Wasteland Workshop (DLC)                   | Microsoft Windows, Playstation 4, Xbox One                                |
| 2016 | Fallout 4: Far Harbor (DLC)                           | Microsoft Windows, Playstation 4, Xbox One                                |
| 2016 | Fallout 4: Contraptions Workshop (DLC)                | Microsoft Windows, Playstation 4, Xbox One                                |
| 2016 | Fallout 4: Vault-Tec Workshop (DLC)                   | Microsoft Windows, Playstation 4, Xbox One                                |
| 2016 | Fallout 4: Nuka-World (DLC)                           | Microsoft Windows, Playstation 4, Xbox One                                |
| 2016 | The Elder Scrolls V: Skyrim – Special Edition         | Microsoft Windows, Playstation 4, Xbox One, Nintendo Switch               |
| 2017 | The Elder Scrolls V: Skyrim VR                        | Microsoft Windows, Playstation 4                                          |
| 2017 | Fallout 4 VR                                          | Microsoft Windows                                                         |
| 2018 | Fallout 76                                            | Microsoft Windows, Playstation 4, Xbox One                                |
| 2019 | The Elder Scrolls: Blades                             | iOS, Android, Nintendo Switch                                             |
| 2023 | Starfield                                             | Xbox X/S, Microsoft Windows                                               |